# Angela Nikodinov
Angela Nikodinov (* 9. Mai 1980 in Spartanburg, South Carolina) ist eine US-amerikanische Eiskunstläuferin. Sie ist die Tochter bulgarischer Einwanderer und spricht fließend Bulgarisch.
Sie ist in San Pedro, einem Stadtteil von Los Angeles, aufgewachsen und trainierte in Lake Arrowhead. Ihr Trainer war der frühere Einzelläufer Igor Paschkewitsch, weitere frühere Trainer sind Peter Oppegard, Frank Carroll, Elena Tcherkasskaja und Richard Callaghan.
Während der USA-Meisterschaften 2005 in Portland (Oregon) wurden sie und ihre Familie in einen Autounfall verwickelt, bei dem ihre Mutter ums Leben kam. Nikodinov bestritt seitdem keine Wettkämpfe mehr, auch aufgrund der Verletzungen, die sie bei dem Unfall erlitten hatte.
Ihre größten Erfolge sind der Gewinn der ISU-Vier-Kontinente-Meisterschaften 2000 und der fünfte Platz bei den Weltmeisterschaften 2001.
Nikodinov trainierte den bulgarischen Eiskunstläufer Iwan Dinew sowie amerikanische Nachwuchsläuferinnen in Torrance (Kalifornien).
Am 8. Oktober 2006 startete Angela Nikodinov ihr Comeback als Profi-Läuferin. Sie wird bei der Show "Michael Bolton Tribute On Ice" auftreten sowie als Gast bei "Stars On Ice" in 20 Städten laufen.

## Erfolge/Ergebnisse
1996
- USA-Meisterschaften – 8. Rang

1997
- USA-Meisterschaften – 4. Rang

1998
- USA-Meisterschaften – 5. Rang
- Juniorenweltmeisterschaft – 11. Rang
- Goodwill Games – 4. Rang

1999
- USA-Meisterschaften – 3. Rang
- Vier-Kontinente-Meisterschaften – 3. Rang
- Weltmeisterschaften – 12. Rang

2000
- USA-Meisterschaften – 4. Rang
- Vier-Kontinente-Meisterschaften – 1. Rang
- Weltmeisterschaften – 9. Rang

2001
- USA-Meisterschaften – 3. Rang
- Vier-Kontinente-Meisterschaften – 2. Rang
- NHK Trophy – 4. Rang
- Cup of Russia – 3. Rang
- Weltmeisterschaften – 5. Rang

2002
- USA-Meisterschaften – 4. Rang

2003
- verletzt

2004
- USA-Meisterschaften – 5. Rang
- Vier-Kontinente-Meisterschaften – 7. Rang
- Skate America – 1. Rang
- Cup of China – 8. Rang